# Alexander Király
Alexander Király (* 18. listopadu 1978 Ostrava) je český politik a advokát.
V mládí absolvoval gymnázium a Právnickou fakultu Západočeské univerzity v Plzni, obory Veřejná správa a Právo a právní věda. Rigorózní práci obhájil na Univerzitě Karlově v Praze. Od roku 2007 působí na Hornicko-geologické fakultě VŠB-TUO v Ostravě. Zde od roku 2014 zastává funkci proděkana pro legislativu. Byl jedním ze zakládajících členů politické strany Realisté. V rámci svého politického působení se zaměřuje na zefektivnění stavebního řízení či na české školství, které by podle něj mělo zůstat sekulárním.
Ve volbách do Poslanecké sněmovny PČR v roce 2017 byl lídrem kandidátky strany Realisté v Moravskoslezském kraji, ale neuspěl.